# جون غريغوري (سياسي كندي)
جون غريغوري هو سياسي كندي، ولد في 9 سبتمبر 1878 في كندا، وتوفي في 22 يناير 1955. حزبياً، نشط في الحزب الليبرالي الكندي. وقد انتخب عضو المجلس التشريعي من ساسكاتشوان وانتخب عضو مجلس العموم الكندي.